# Gharghoda
Gharghoda is een nagar panchayat (plaats) in het district Raigarh van de Indiase staat Chhattisgarh. 

## Demografie
Volgens de Indiase volkstelling van 2001 wonen er 8.103 mensen in Gharghoda, waarvan 50% mannelijk en 50% vrouwelijk is. De plaats heeft een alfabetiseringsgraad van 65%. 